# Jean Angeli
Jean François Octavien  Angeli, né à Ambert (Puy-de-Dôme) le 3 janvier 1886 et mort des suites de blessures de guerre à Hébuterne (Pas-de-Calais) le 11 juin 1915, est un écrivain français. Il a pris le pseudonyme de Jean l'Olagne (Jean la noisette). Il est le frère du peintre et graveur François Angeli et un ami d'enfance d'Henri Pourrat.

## Biographie
Jean François Octavien Angeli est le fils d'un gendarme corse ; il grandit à Ambert. Dès l'enfance, il se lie avec Henri Pourrat. Après avoir passé le baccalauréat, il voyage en Italie (1905). En 1911, il obtient la licence ès-lettres et il est certifié d'italien.
Mobilisé en tant que soldat de 2e classe au 140e régiment d'infanterie durant la Première Guerre mondiale, il est mortellement blessé lors de la sanglante bataille d'Hébuterne, mais, d'abord secouru, il trouve la mort à la suite de ses blessures de guerre : « Ni son corps, ni le brancard sur lequel il avait été couché n'ont été retrouvés. Seuls les cadavres des deux brancardiers ont été identifiés ».

## Œuvres
- Sur la colline ronde. Films auvergnats (sous le pseudonyme de Jean l'Olagne et en collaboration avec Henri Pourrat), contes du pays d'Ambert[5], Aurillac, Imprimerie moderne, 1912.
- La Métairie de Jean l'Olagne.